# 鎌田光久
鎌田 光久（かまた みつひさ、生年不詳 - 永禄5年（1579年））は、戦国時代の阿波国の武将。通称は兵衛。知行五十貫。名東城主。子供に鎌田光康がいる。

## 生涯
天文13年2月に名東城を築く。永禄5年（1579年）に三好実休に率いられて和泉久米田の戦いにて討死する。死後は息子の光康が名東城主となった。